# Ib Schwanenflügel
Hans Ib Bach Schwanenflügel (9. januar 1918 i København) var en dansk modernistisk arkitekt.
Ib Schwanenflügel var søn af vekselerer Sigurd Schwanenflügel.
Han har tegnet et landsted i nybarok på Skolebakken 2 i Gentofte (1919), men er mest kendt for flere modernistiske projekter (Holmeparken i Virum, 1950-54), villaerne Brandsbjergvej 119 i Glostrup (1967), Thyrasvej 4 i Rungsted Kyst (1972), Nærum Gadekær,  villaerne på Æblekrogen i Nødebo (1967) og Aldershvilevej 157 i Bagsværd (1956).